# Jürgen Sparwasser
Jürgen Sparwasser (født 4. juni 1948) er en tidligere østtysk fodboldspiller.

## Karriere

### Klubkarriere
Sparwasser blev som oftest benyttet som angriber eller særdeles målfarlig midtbanespiller for sin klub 1. FC Magdeburg, hvor han spillede hele karrieren og nåede 271 ligakampe og 112 mål. Med Magdeburg vandt han tre østtyske mesterskaber, foruden den største triumf: Vinder af Europa Cuppen for pokalvindere 1974 via en 2-0 sejr i finalen mod AC Milan.
Han måtte indstille karrieren i 1979 efter en alvorlig skade.

### Landshold
Han spillede i alt 53 landskampe og scorede 14 mål for DDR, hvor han fik debut i juni 1969.
Han var desuden med for sit land ved OL 1972 i München, hvor DDR med to sejre i indledende runde kvalificerede sig til semifinalepuljerne. Her blev det til to sejre, men nederlag til Ungarn, hvilket betød, at holdet skulle spille bronzekamp. Polen blev olympiske mestre med finalesejr over Ungarn, mens DDR mødte Sovjetunionen i kampen om bronze. Til dette OL var det besluttet, at hvis medaljekampene endte uafgjort, 
også efter forlænget spilletid, skulle begge hold modtage medaljerne. Det fik som konsekvens, at hverken DDR eller Sovjetunionen (efter 2-2 i ordinær spilletid) for alvor spillede for sejren i forlængelsen for ikke at risikere at tabe, og til publikums store utilfredshed endte kampen uden yderligere scoringer, så begge hold fik bronzemedaljer. Sparwasser spillede fuld tid i alle holdets syv kampe i turneringen og scorede fem mål.
Sparwasser blev med ét slag verdenskendt, da han den 22. juni 1974 scorede kampens eneste mål, da DDR ved VM i indledende runde sensationelt besejrede værtslandet Vesttyskland i en af fodboldhistoriens mest berømte kampe. Resultatet betød, at begge hold gik videre til mellemrunden, og mens dette blev endestationen for DDR, gik Vesttyskland videre og endte med at vinde turneringen.
Sparwasser spillede sin sidste landskamp i 1977.

### Trænerkarriere
Trods pres for at blive træner i Magdeburg ønskede Sparwasser ikke at indtage denne position, idet den også ville indebære politiske opgaver. I stedet var han idrætslærer i en årrække, indtil han i forbindelse med en oldboyskamp i Vesttyskland i januar 1988 hoppede af til Vesttyskland. Her blev han en kortere periode træner for SV Darmstadt 98 i 2. Bundesliga.